# Etruskischer Bogen

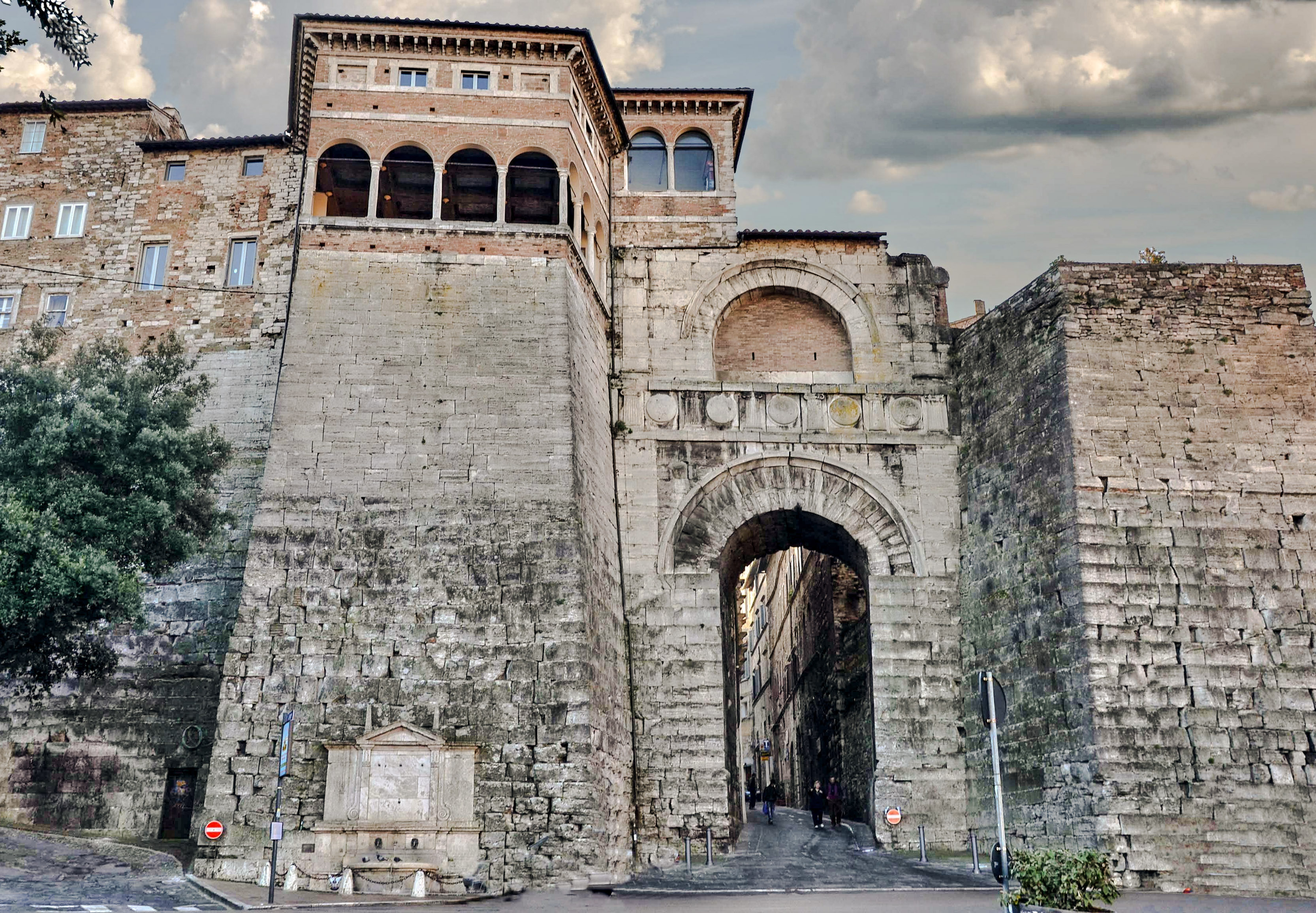
Der Arco Etrusco in Perugia

Der sogenannte Etruskische Bogen (ital. Arco Etrusco; auch als Etruskisches Tor oder Augustusbogen bezeichnet) ist ein Stadttor der Stadtmauer von Perugia.

## Stadttor
Das Stadttor in seiner heutigen Form wird an beiden Seiten von zwei mächtigen Wachtürmen flankiert. Diese Türme haben eine trapezförmige Frontseite und sind rund 20 Meter hoch. Der Torbogen selbst erreicht eine Höhe von 10 Metern. Das Tor mit dem etruskischen Bogen war als nördliches Stadttor vor allem für militärische Zwecke gedacht. Angreifer aus dem Norden sollten sehen, dass der Weg nach Rom gut bewacht war. Die Aufbauten auf dem linken Turm stammen aus der Renaissance.
Das Stadttor wurde wahrscheinlich im Zusammenhang mit der Verlängerung der Via Amerina bis Perusia, wie Perugia in der Römerzeit genannt wurde, in der Mitte des 3. Jahrhunderts v. Chr. in der alten etruskischen Stadtmauer neu errichtet. Die Via Amerina führte durch die Porta Marzia ins Zentrum der Stadt und durch den etruskischen Bogen auf der anderen Seite wieder hinaus. Nach dem Perusinischen Krieg, in dem Octavian die Stadt erobert hatte, wurde auf dem Torbogen 40 v. Chr. die Inschrift Augusta Perusia angebracht. Oberhalb der Inschrift Augusta Perusia befindet sich eine weitere Inschrift, Colonia Vibia, die während der Regierungszeit von Kaiser Gaius Vibius Trebonianus Gallus (251–253 n. Chr.), der aus Perusia stammte, angebracht wurde.